# United Microelectronics Corporation
United Microelectronics Corporation (UMC; kinesisk: 聯華電子; pinyin: Liánhuá Diànzǐ) er en taiwansk mikrochipvirksomhed med hovedkvarter i Hsinchu. Den blev etableret som Taiwans første halvleder-virksomhed i 1980 efter et spin-off fra det regeringsstøttede Industrial Technology Research Institute (ITRI).
UMC producerer integrerede kredsløb og wafere for virksomheder, der outsourcer deres fabrikation. UMC har 12 fabrikker på verdensplan og ca. 19.500 ansatte.
UMC er en betydelig producent til bilindustrien.